# SG Dietzenbach
Die SG Dietzenbach ist ein Sportverein aus dem südhessischen Dietzenbach. Nationale Bekanntheit erlangte die SG Dietzenbach in der Vergangenheit durch seine Handballmannschaft, die lange Jahre in der Bundesliga spielte.

## Geschichte
Im Jahr 1900 fanden sich in Dietzenbach die ersten Turner zur Gründung des Arbeiter-Turnvereins Vorwärts, der späteren Freien Turn- und Sportvereinigung e. V. zusammen. 1906 folgte die Gründung des Sportclub 06, der sich um den Aufbau des Fußballsports verdient machte. Die Anfänge des Handballspiels in Dietzenbach reichen in das Jahr 1926 zurück. Nach dem Zweiten Weltkrieg wurde Martin Köhler von der Militärregierung zum Sportbeauftragten für Dietzenbach ernannt. Er ebnete zusammen mit Martin Altmannsberger und Philipp Knecht die Wege dafür, dass am 4. November 1945 im „Neuen Löwen“ die Sportgemeinschaft Dietzenbach als Nachfolgeorganisation aller früheren Sportvereine gegründet werden konnte. Nach den Richtlinien der Alliierten Militärregierung war für Dietzenbach mit ca. 5000 Einwohnern nur noch ein einziger Verein zulässig. Weitere Voraussetzung für die Genehmigung zur Vereinsgründung war, dass dem Vorstand keine früheren Mitglieder der NSDAP oder einer ihrer Gliederungen angehören durften.
Die Gründungsvereine der SGD waren:
- die Freie Turn- und Sportvereinigung e. V.
- die Rot-Sport Union
- der Sportclub 06 e. V.
- die Turngemeinde e. V.
- die Turngesellschaft e. V.

In der Gründungsversammlung wurde von 250 Sportlern folgender Vorstand gewählt: 1. Vorsitzender: Martin Köhler (Rot-Sport Union), 2. Vorsitzender: Jakob Keim (Turngemeinde), Kassenwart: Willi Wurm (Turngemeinde), 1. Schriftführer: Martin Altmannsberger (Freie Turn- und Sportvereinigung), 2. Schriftführer: Erwin Heberer (Freie Turn- und Sportvereinigung), Beisitzer: Franz Stirnweiß (Sportclub 06), Sparte Fußball: Georg Klößmann (Freie Turn- und Sportvereinigung), Sparte Handball: Hermann Winkler (Turngesellschaft).
Die Handballmannschaft der SG Dietzenbach war insgesamt zehn Spielzeiten in der Handball-Bundesliga vertreten. In den Saisons 1971/72–1973/74 sowie 1975/76–1976/77 war man Mitglied der Bundesliga-Südstaffel und spielte ab der Gründung der eingleisigen Handball-Bundesliga (1977/78) bis zur Runde 1982/83 für weitere fünf Jahre im Handball-Oberhaus. In der Ewigen Tabelle der 1. Bundesliga (1966–2013) belegt man aktuell den 29. Platz von 90 Mannschaften.
Im Jahr 2006 fusionierte die Handballabteilung der SG Dietzenbach mit der TG Dietzenbach zur HSG Dietzenbach, die derzeit in der Bezirksoberliga Offenbach/Hanau aktiv ist.

## Sportangebot
Die SG Dietzenbach ist heute ein Breitensportverein mit ca. 950 Mitgliedern. Sie bietet ihren Mitgliedern ein breites Angebot mit sieben Hauptsportarten an, welche in großen Teilen auch von Nichtmitgliedern (SG-Gästen) mit der SG-Card besucht werden können. Die Sportentwicklung vollzog sich wie folgt:
- 1945 Fußball (nicht mehr), Handball, Turnen
- 1946 Schach (Wiederaufnahme 1979)
- 1964 Kegeln (nicht mehr)
- 1972 Tennis
- 1977 Rollsport (nicht mehr)
- 1993 Volleyball (nicht mehr)
- 1994 Karate (nicht mehr)
- 1999 Tanzen
- 2007 Boule
- 2012 Gesundheits- und Fitnesskurse
- 2014 Boxen

## Kuriosität
Der Ex-Handball-Bundesligist ist landesweit die einzige Mannschaft, die seit Gründung der eingleisigen Bundesliga (1977/78) eine positive Punktebilanz gegen die erfolgreichste Handballmannschaft Deutschlands, den THW Kiel aufweisen kann (10 Spiele: 5 Siege / 1 Unentschieden / 4 Niederlagen).

## Erfolge im Handball
- Süddeutscher Feldhandballmeister (1951)
- Südwestdeutscher Feldhandballmeister (1957)
- Südwestdeutscher Feldhandballmeister (1968)
- Südwestdeutscher Hallenhandballmeister (1970)
- Aufstieg in die Hallenhandball-Bundesliga (1971)
- Süddeutscher Hallenhandballmeister – Bundesliga Südstaffel (1976)
- Halbfinale um die deutsche Meisterschaft (1976)
- DHB-Pokal Vize-Pokalsieger (1976) (TSV Grün-Weiß Dankersen – SG Dietzenbach 13:12)
- DHB-Pokal Halbfinale (1979) (THW Kiel – SG Dietzenbach 28:18)

## Bekannte Handballspieler
- Claus Hormel (deutscher Nationalspieler, Weltmeister 1978)
- Heinrich Keimig (2-facher deutscher Nationaltorhüter, Olympiasieger 1936)
- Boris Kostić (48-facher jugoslawischer Nationaltorhüter, WM-Bronze 1970)
- Radivoje Krivokapić (jugoslawischer Nationalspieler, WM-Silber 1982)
- Milan Krstić (jugoslawischer Nationalspieler, WM-Bronze 1970)
- Michael Paul (32-facher deutscher Nationalspieler)
- Radisav Pavićević (117-facher jugoslawischer Nationalspieler, WM-Bronze 1974)
- Manfred Schulz (5-facher deutscher Nationaltorhüter)
- Herbert Wehnert (85-facher deutscher Nationalspieler)
- Ernst Wintterlin (6-facher deutscher Nationalspieler, Feldhandballweltmeister  1955)